# Klotylda Józefa Dargiel
Klotylda Dargiel z domu Rylska (ur. 8 czerwca 1893 r. w Jeleniewie, zm. 25 sierpnia 1955 r. w Warszawie) – nauczycielka, właścicielka suwalskiej drukarni

## Życiorys

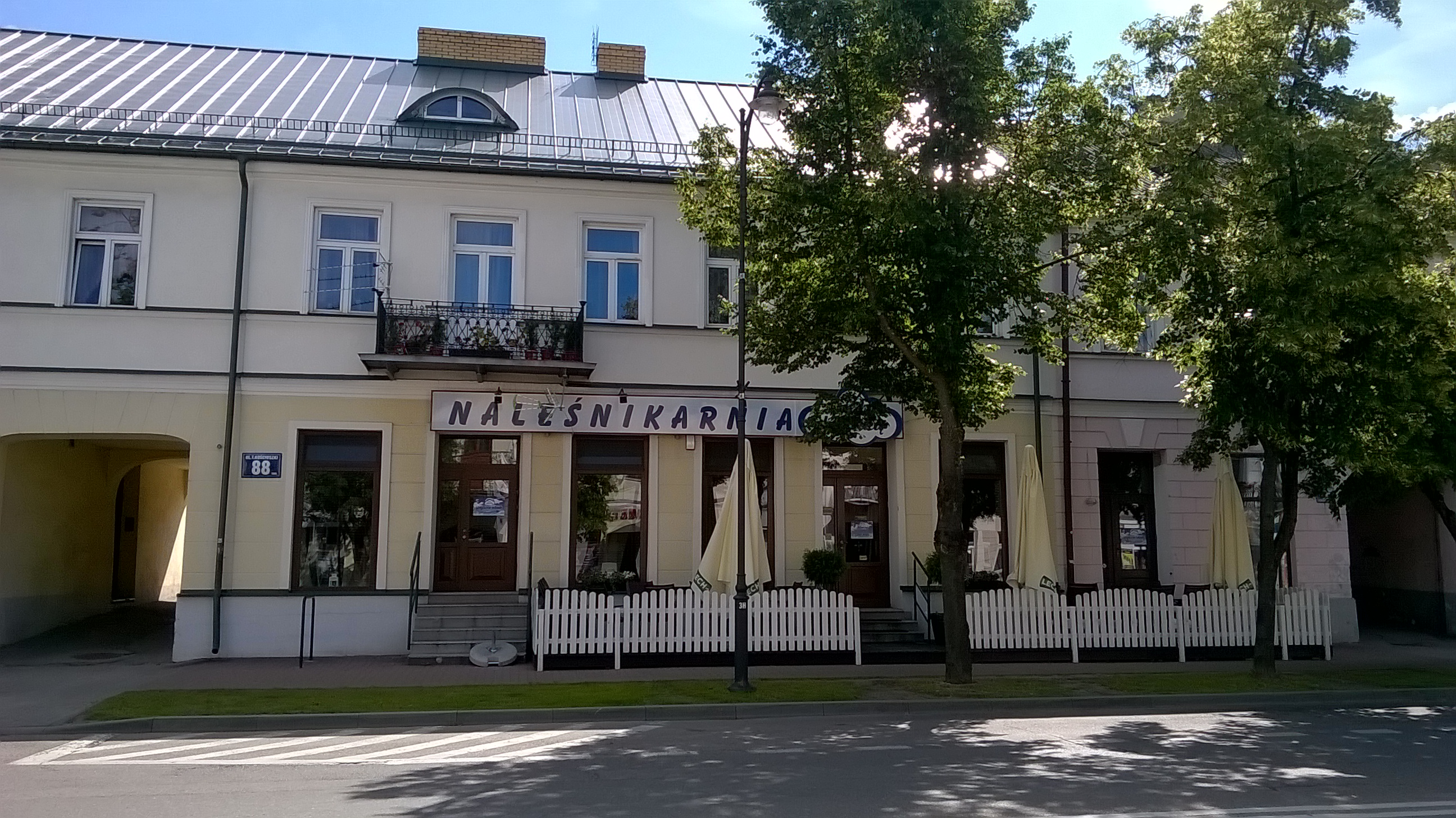
Suwałki – budynek przy ul. Kościuszki 88 (numeracja przed wojną – 94) tu mieściła się drukarnia Klotyldy Dargielowej

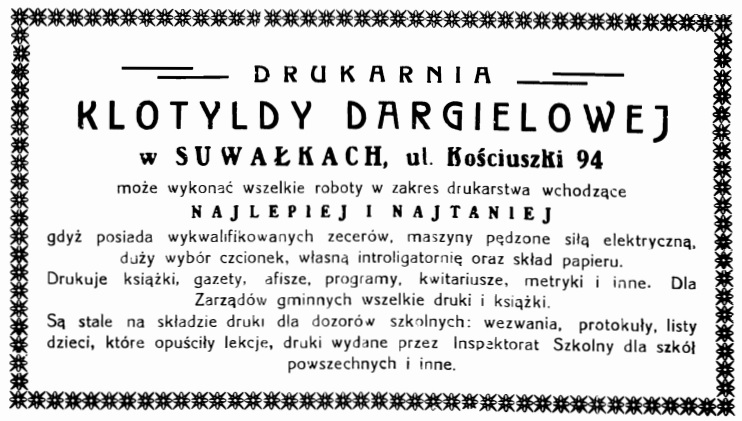
Reklama drukarni Klotyldy Dargielowej zamieszczona w czasopiśmie „Nasz Głos” 1938, nr 6

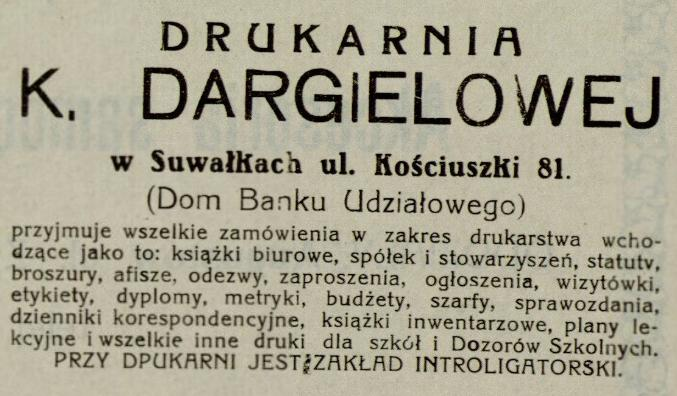
Reklama drukarni Klotyldy Dargielowej zamieszczona w Jednodniówce wydanej z okazji 50-letniego jubileuszu istnienia Ochotniczej Straży Pożarnej w Suwałkach w dniu 17 maja 1931 r., Suwałki 1931

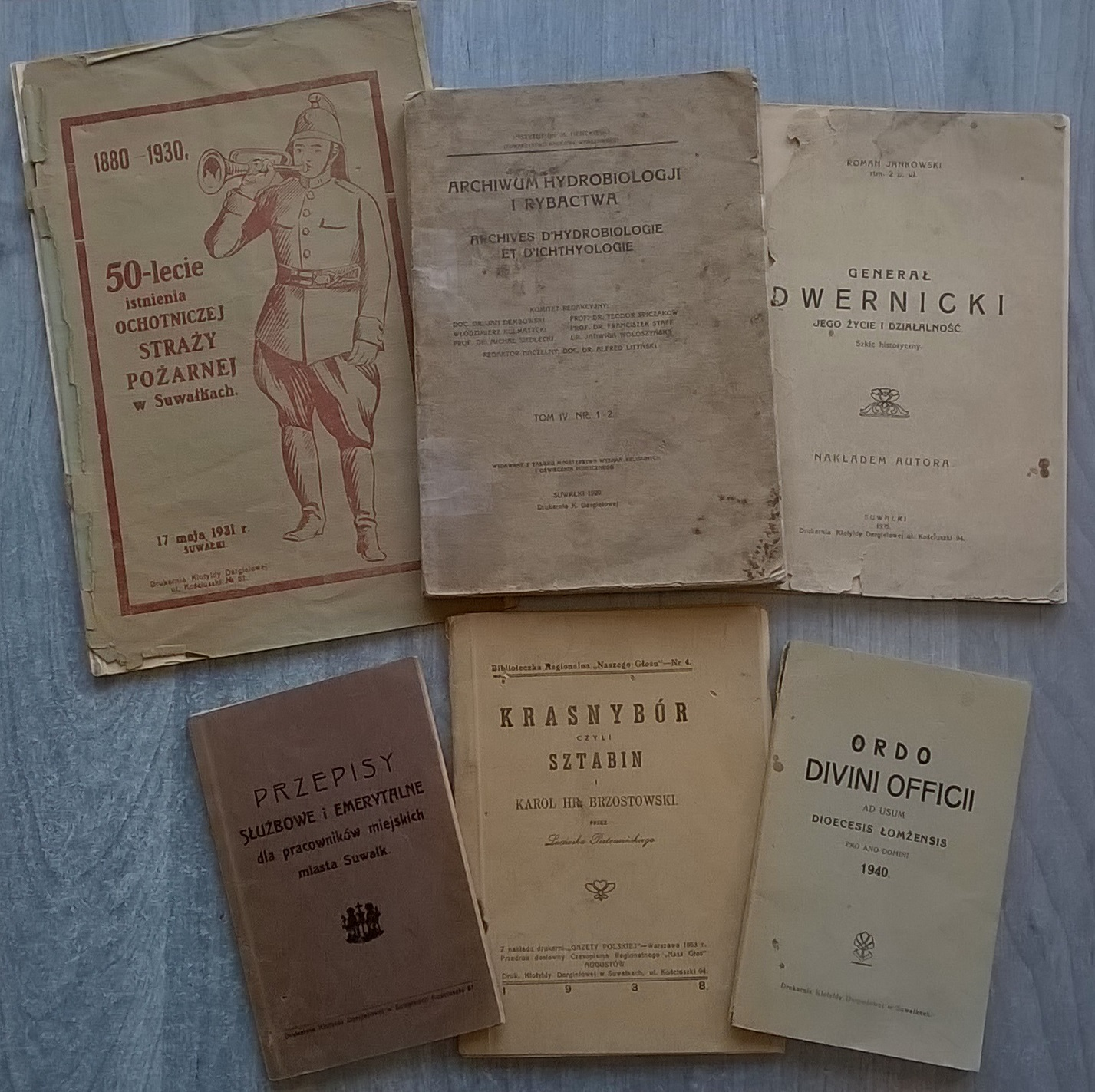
Kilka publikacji pochodzących z suwalskiej drukarni Klotyldy Dargielowej. Obecnie dostępne w zbiorach Biblioteki Publicznej im. Marii Konopnickiej w Suwałkach

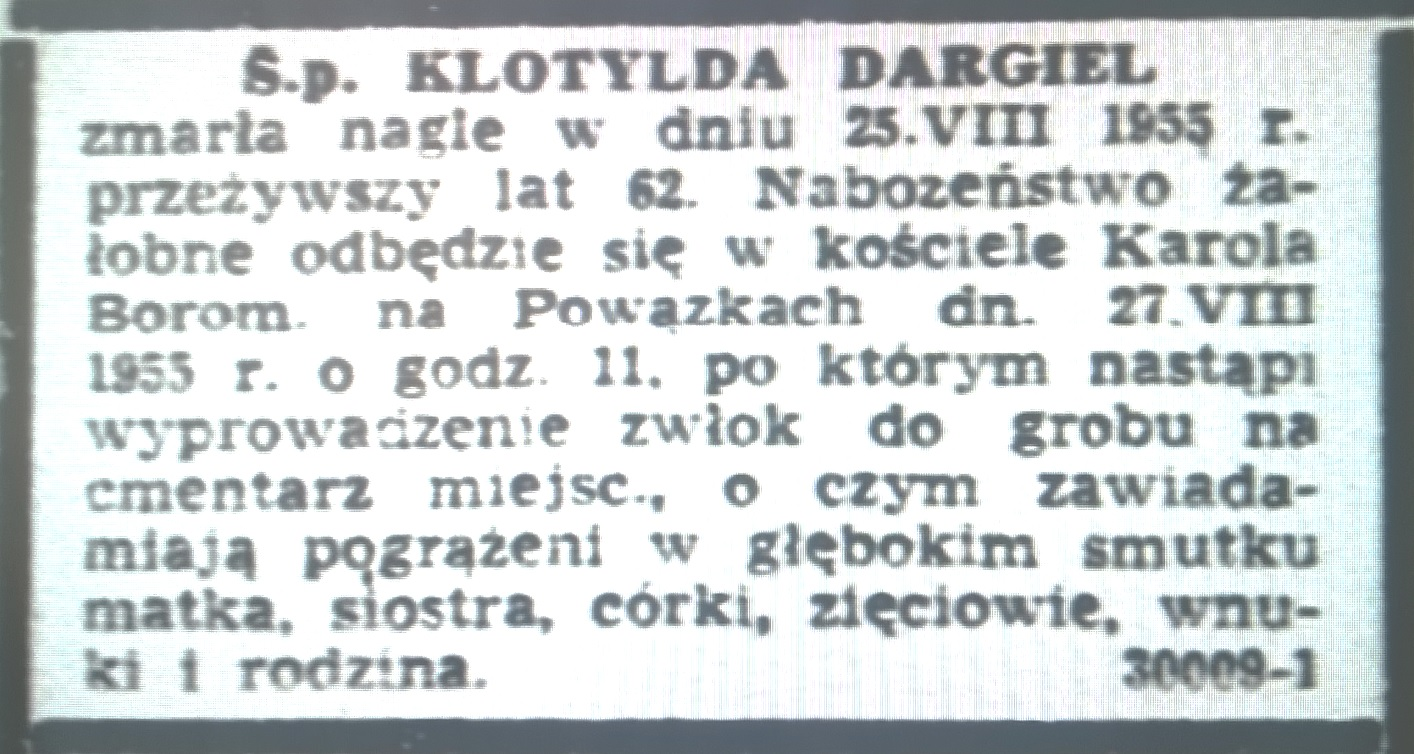
Neklorog Klotyldy Dargiel opublikowany w: "Życie Warszawy" 1955, nr 204

Urodziła się w rodzinie Edmunda Rylskiego i Rafaeli (Racheli?) Antoniny (z domu Mystkowskiej). Ojciec był sędzią pokoju, matka natomiast zajmowała się wychowaniem siedmiorga dzieci i prowadzeniem domu.
Klotyldę przygotowywano do zawodu nauczycielki. Pracowała w domach ziemian ucząc dzieci.
Po wybuchu pierwszej wojny światowej, wraz z bliskimi, została ewakuowana do Rosji, do Kazania. To właśnie w Rosji wyszła za mąż za Czesława Dargiela i w Rosji urodziła się ich pierwsza córka – Irena Henryka.
Po powrocie do Suwałk, w 1919 r. Dargielowa założyła sklep spożywczy i materiałów piśmiennych sygnowany nazwą "Oszczędność". W tym też czasie jej mąż – Czesław rozpoczął karierę urzędniczą, był m.in. sekretarzem suwalskiej Rady Miejskiej. Jak pisze Zygmunt Filipowicz Dargiel jako człowiek czynu, miał wiele pomysłów, które chciał realizować. Postanowił założyć spółkę handlowo-przemysłową "Oszczędność". Do swojej koncepcji pozyskał przedstawicieli kilku spokrewnionych rodzin: Dargielów, Rylskich, Krotkiewiczów, Korejwów i Malarewiczów. Zarząd spółki tworzyli: Czesław Dargiel, Kazimierz Krotkiewicz, Adam Rylski. Na spółkę składała się: drukarnia, zakład introligatorski, wytwórnia zeszytów, notesów, ksiąg buchalteryjnych itp, oraz pracownia ram, księgarnia, skład nut i materiałów piśmiennych. W tym okresie Dargielowie mieszkali przy ulicy Marii Konopnickiej 11 (obecnie ul. ks. Kazimierza Hameszmita 3/4). Tu też mieściły się: drukarnia, introligatornia, a w pomieszczeniach od podwórka – stolarnia.

W 1923 r. do zarządu spółki weszła Klotylda (rezygnacja Adama Rylskiego). Ze względu na brak oczekiwanych zysków udziałowcy "Oszczędności" zdecydowali o jej likwidacji w końcu 1924 r.

W 1925 r. Dargielowie przejęli drukarnię i introligatornię spłacając wcześniej pozostałych członków spółki. Oficjalnie to Czesław firmował zakład, jednak praktycznie drukarnią zajmowała się Klotylda. Dargiel więcej czasu poświęcał założonej przez siebie stolarni, a także działalności społecznej i życiu towarzyskiemu. Zapewne to zadecydowało, iż jesienią 1927 r. postanowił opuścić rodzinę. Z wyposażeniem stolarni wyjechał początkowo do Łucka, a potem do Białegostoku. Klotylda została sama z czterema nieletnimi córkami.

W tej trudnej sytuacji wsparcie okazała jej rodzina. Z drugiej zaś strony sama Dargielowa wykazała się dużą pracowitością, umiejętnościami praktycznymi i uporem.

W 1928 r. została zlikwidowana konkurencyjna firma drukarska Stanisława Milewskiego. Zakład Dargielowej przejął klientów Milewskiego jak również część wykwalifikowanych pracowników.
W 1929 r. Dargielowa zamieszkała przy ulicy Kościuszki 81, tu także przeniesiona została drukarnia i introligatornia. Po kilku latach, ze względów finansowych przeniosła się na ulicę Kościuszki 94, gdzie od frontu otworzyła sklep z materiałami piśmiennymi, natomiast na piętrze budynku wynajęła mieszkanie.
Firma Klotyldy Dargielowej w latach trzydziestych XX wieku była największym zakładem drukarsko-usługowym nie tylko w Suwałkach, ale w całym regionie północno-wschodnim. Nie miała tylko chemigrafii. Klisze wykonywano w Chemigrafii Polskiej w Warszawie lub w Cynkografii F. Zaniewskiego w Wilnie.  Drukowano tu nie tylko wydawnictwa zwarte, ale również gazety i czasopisma, afisze, ogłoszenia, broszury, statuty stowarzyszeń i  organizacji, obwieszczenia urzędowe, druki księgowe  itp.
Rozwój firmy zahamował wybuch drugiej wojny światowej. 3 maja 1940 r. drukarnia została przejęta przez okupanta, przy czym część jej wyposażenia zniszczono, a część włączono do uruchomionej w Suwałkach w 1941 r. drukarni niemieckiej.
Dargielowa przeniosła się na ulicę Chłodną, gdzie sprzedawała materiały piśmienne (stare zapasy ze sklepu).

W 1942 r. uzyskała zgodę władz niemieckich na wyjazd do Krakowa, w drodze miała jej towarzyszyć najmłodsza Bożenna.
Po zakończeniu wojny Dargielowa wraz z Bożenną wróciły do Suwałk, podjęły też bezowocne starania o odszkodowanie i odzyskanie wyposażenia drukarni.  Otworzyły również sklep materiałów piśmiennych, który jednak niebawem został sprzedany i w połowie 1946 r. Klotylda wróciła do Krakowa
W 1948 r. przeniosła się do Warszawy, gdzie zajmowała się gospodarstwem domowym, natomiast córki – Bożenna i Krystyna pracowały i studiowały. Wreszcie w 1954 r. zamieszkała z Bożenną i jej rodziną. Zmarła 25 sierpnia 1955 r. na atak serca. Została pochowana na Cmentarzu Komunalnym na Powązkach: kwatera 112, rząd 3, miejsce 17.

## Wybrane publikacje przygotowane w drukarni Klotyldy Dargielowej
(dostępne obecnie w zbiorach Biblioteki Publicznej im. Marii Konopnickiej w Suwałkach)
- Archiwum hydrobiologii i rybactwa, red. M. Bogucki, A. Lityński, Suwałki 1936
- Archiwum hydrobiologii i rybactwa, red. M. Bogucki, A. Lityński, Suwałki 1939
- Cabejszekówna I., Materiały do znajomości planktonu roślinnego Polesia. Cz. 1, Zbiorniki wodne Zahorynia, Suwałki 1937
- Cabejszekówna I., Materiały do znajomości planktonu roślinnego Polesia. Cz. 2, Zbiorniki wodne okolic Pińska, Suwałki 1939
- Jednodniówka wydana z okazji 50-letniego jubileuszu istnienia Ochotniczej Straży Pożarnej w Suwałkach w dniu  17 maja 1931 r., Suwałki 1931
- Ordo divini officii ad usum Dioecesis Łomżensis pro ano domini 1940, Suwałki 1939
- Przepisy służbowe i emerytalne dla pracowników miejskich miasta Suwałk. Statut o zaopatrzeniu emerytalnym pracowników komunalnych w Suwałkach i ich rodzin. Pragmatyka służbowa dla pracowników miejskich miasta Suwałk, Suwałki 1931
- Retowski L., Materjały do biologji planktonu zbiorników zalewowych a zasadzie badań w delcie rzeki Wołgi : (z 2 mapkami i 3 wykresami), Suwałki 1929
- [Sprawozdanie z działalności Związku Strzeleckiego na terenie pow. Suwalskiego. Inc.:] "Rozwój poważny Zw. Strzeleckiego na terenie powiatu Suwalskiego datuje się od roku 1932...", Suwałki 1936